# Lergrundet, Ingå
Lergrundet är en ö i Finland. Den ligger i Finska viken och i kommunen Ingå i den ekonomiska regionen  Raseborg i landskapet Nyland, i den södra delen av landet. Ön ligger omkring 53 kilometer väster om Helsingfors.
Öns area är 0,3 hektar och dess största längd är 130 meter i sydöst-nordvästlig riktning.